# Márkos Kyprianoú
Márkos Kyprianoú (en grec Μάρκος Κυπριανού), né le 22 janvier 1960 à Limassol, est un homme politique chypriote membre du Parti démocrate (DIKO), ministre des Affaires étrangères de Chypre depuis le 3 mars 2008.
Il est élu député pour la première fois en 1991, et se voit réélu par deux fois. En 2003, il démissionne afin d'entrer au gouvernement comme ministre des Finances, un poste auquel il renonce dès l'année suivante pour devenir commissaire européen, en tandem avec Michaele Schreyer, responsable du Budget. Il obtient le portefeuille de la Santé quelques mois plus tard. Il démissionne en 2008 de la Commission européenne afin de retourner à Chypre pour occuper le poste de ministre des Affaires étrangères sous la présidence du communiste Dimítris Khristófias, dont il démissionne en 2011.

## Formation et carrière
Il commence ses études supérieures de droit à l'université d'Athènes, et les poursuit au Trinity College de l'université de Cambridge, où il se spécialise en droit international, droit fiscal, et obtient un Master of Laws. Il continue et achève son cursus à l'université Harvard, où il se voit décerner un master de droit des sociétés et fiscalité.
Il travaille un temps comme stagiaire à la commission des droits de l'homme du Conseil de l'Europe. Il devient juriste en 1985, et obtient un poste de collaborateur dans un cabinet d'avocats, où il décroche en 1991 le statut d'associé. Son cabinet fusionne avec un autre en 1995, mais il conserve son statut jusqu'à son retrait de la vie professionnelle, en 2003.

## Vie politique

### Au sein du DIKO
Membre du comité central du Parti démocrate (DIKO) depuis 1986, et du comité politique depuis 1990, il est président de l'organisation de jeunesse du parti de 1993 à 1997. Il a également siégé au bureau exécutif pendant cinq ans à compter de 1993, ainsi qu'en 2001.

### Parcours institutionnel

#### Député
Sa carrière institutionnelle débute en 1986, lors de son élection au conseil municipal de Nicosie, où il siège jusqu'à son élection comme député à la Chambre des représentants pour la circonscription de Nicosie, en 1991.
Réélu en 1996 puis 2001, il est notamment président du groupe parlementaire démocrate, de la commission parlementaire chargée des zones proches de la ligne de démarcation, de la commission des Affaires financières et budgétaires, ou encore vice-président de la commission des Affaires étrangères et européennes.

#### Gouvernement et Union européenne
Il démissionne le 1er mars 2003, à la suite de sa nomination au poste de ministre des Finances dans la coalition gouvernementale conduite par le nouveau président Tássos Papadópoulos, membre du DIKO. À la suite de l'entrée de son pays dans l'Union européenne (UE), il quitte le gouvernement de Chypre pour devenir commissaire européen en tandem avec Michaele Schreyer, titulaire du portefeuille du Budget à compter du 1er mai 2004.
Quelques mois plus tard, le 22 novembre, il est choisi par José Manuel Durão Barroso, nouveau président de la Commission européenne, comme commissaire européen à la Santé et à la Protection des consommateurs. Il perd cette dernière compétence le 1er janvier 2007 au profit de la Bulgare Meglena Kouneva, dont le pays vient de rejoindre l'UE, et démissionne le 3 mars 2008 afin de retourner à Chypre en tant que ministre des Affaires étrangères de la coalition gouvernementale dirigée par le nouveau président Dimítris Khristófias, membre du Parti progressiste des travailleurs (AKEL, communiste).
Il démissionne le 18 juillet 2011, une semaine après l'explosion d'une cargaison d'armes saisie ayant endommagé la plus importante centrale électrique du pays.